# Pasta de judía dulce
La pasta de judía dulce es una preparación culinaria empleada en varias cocinas asiáticas. Dentro de la china se emplea principalmente como relleno para postres dulces y pasteles.

## Producción
Las judías suelen cocerse sin azúcar, machacarse y diluirse en una mezcla acuosa, que se cuela para retirar las pieles de los frijoles. El líquido arenoso resultante se filtra y exprime usando estopilla, y finalmente se endulza. Suele añadirse aceite, bien vegetal o manteca, a la relativamente seca pasta para mejorar su textura.
La pasta de judía dulce con aceite se encuentra principalmente como relleno en los pasteles chinos, mientras las versiones sin él pueden usarse para preparar tong sui. Los dulces japoneses (wagashi) emplean principalmente pastas sin aceite.
Muchos nativos asiáticos llaman a las judías usadas «judías dulces», si bien no son realmente dulces, sino que se endulzan con azúcar (por tanto, son endulzadas).

## Tipos
Hay varios tipos de pasta de judía dulce:
- Pasta de judía con aceite (油豆沙): hecha con judía azuki, de color marrón oscuro o negro por la adición de azúcar y grasa animal o aceite vegetal antes de terminar la cocción. A veces se aromatiza también con olivo oloroso.
- Pasta de poroto chino (綠豆沙): hecha con poroto chino y de color morado rojizo apagado.[1]
- Pasta de judía roja (紅豆沙) o anko: hecha con judía azuki y de color rojo oscuro.
- Pasta de judía blanca (白豆沙): hecha con judía blanca y de color blanquecino grisáceo.[2]
- Pasta de judía negra y patata (黑豆沙): hecha de polvo de soja negra (黑豆面) y patata. Se usa en la gastronomía de Pekín y otras cocinas del norte de China.[3]
- Frejol colado: preparación adaptada por la cocina chifa, de origen afroperuano.[4]

## Otras pastas
Hay varias pastas más empleadas en la cocina china, principalmente como rellenos para postres. Aunque no se hacen con judías, comparten usos y popularidad, siendo muy parecidas en sabor y textura. Entre ellas destacan:
- Pasta de semilla de loto
- Pasta de sésamo negro